# (6697) Celentano
(6697) Celentano es un asteroide que forma parte del cinturón exterior de asteroides y fue descubierto por Zdeňka Vávrová el 24 de abril de 1987 desde el Observatorio Kleť, cerca de České Budějovice, República Checa.

## Designación y nombre
Celentano se designó al principio como 1987 HM1.
Más adelante, en 1999, fue nombrado en honor del actor y cantante italiano Adriano Celentano.

## Características orbitales
Celentano está situado a una distancia media de 3,235 ua del Sol, pudiendo acercarse hasta 3,037 ua y alejarse hasta 3,432 ua. Su excentricidad es 0,06106 y la inclinación orbital 11,56 grados. Emplea 2125 días en completar una órbita alrededor del Sol. El movimiento de Celentano sobre el fondo estelar es de 0,1694 grados por día.

## Características físicas
La magnitud absoluta de Celentano es 11,8.